# Eileen Desmond
Eileen Desmond (n. 29 decembrie 1932, Kinsale⁠(d), Munster⁠(d), Irlanda – d. 6 ianuarie 2005, Cork, Irlanda), a fost un om politic irlandez, membru al Parlamentului European în perioada 1979-1984 din partea Irlandei. 
1. ↑  Eileen (née Harrington) Desmond, Dictionary of Irish Biography
2. 1 2   http://www.assembly.coe.int/nw/xml/AssemblyList/MP-Details-EN.asp?MemberID=2393 Lipsește sau este vid: |title= (ajutor)
3. 1 2 3 4 5 6 7 8   https://www.oireachtas.ie/en/members/member/Eileen-Desmond.D.1965-03-10 Lipsește sau este vid: |title= (ajutor)